# 石井あや
石井 あや（いしい あや、1981年2月7日 - ）は、最高位戦日本プロ麻雀協会に所属する競技麻雀のプロ雀士。福岡県出身、熊本大学理学部地球科学科卒業。

## 概要
学生当時は地層や化石について研究していた。
第34期生としてデビュー後、2010年にプロクイーン決定戦優勝を皮切りに次々と女流タイトル戦を制覇。放銃率の低い守備的な雀風が持ち味。ダマテンを多用して冷静に上がることから付けられた愛称は、「沈黙のスナイパー」。
2017年6月にブログにて同年4月に結婚と同時に妊娠中である事を報告した。相手については非公表であり、直後となるMONDO TVの第15回女流モンド杯でも姓は変わらずに石井姓で登場している。そして同年11月に、男児を無事出産。

## 獲得タイトル
個人タイトル
- 女流最高位 1期（第10期）
- プロクイーン決定戦 1期（第8期）
- 女流モンド杯 1期（第9回）
- 麻雀最強戦2011 女流プロ代表決定戦[1]
- 四神降臨Venus Festival
- 麻雀最強戦2015 女流プロ代表決定戦

団体タイトル
- 第15期夕刊フジ杯 チーム戦優勝（麻雀CABOチーム）[2]

## 出演
- モンド麻雀プロリーグ（MONDO TV）
- MONDO式麻雀（2012年9月15日・29日、10月13日、MONDO TV）
- 女流雀士エンターテイメント姫ロン
- 牌妃列伝!!麻雀コロシアム（2016年1月21日、姫ロン）[3]